# Royaume d'Akwamu
Années 1620 – 1734
Le royaume d'Akwamu est un État Akan créé par le peuple Akwamu dans l'actuel Ghana. Après avoir émigré du royaume de Bono, les fondateurs Akan d'Akwamu se sont installés à Twifo-Heman. Les Akwamu ont dirigé un empire expansionniste aux XVIIe et XVIIIe siècles. Au sommet de leur empire, Akwamu s'étend sur 400 km le long de la côte de Ouidah au Bénin à Winneba au Ghana.

## Histoire du royaume d'Akwamu

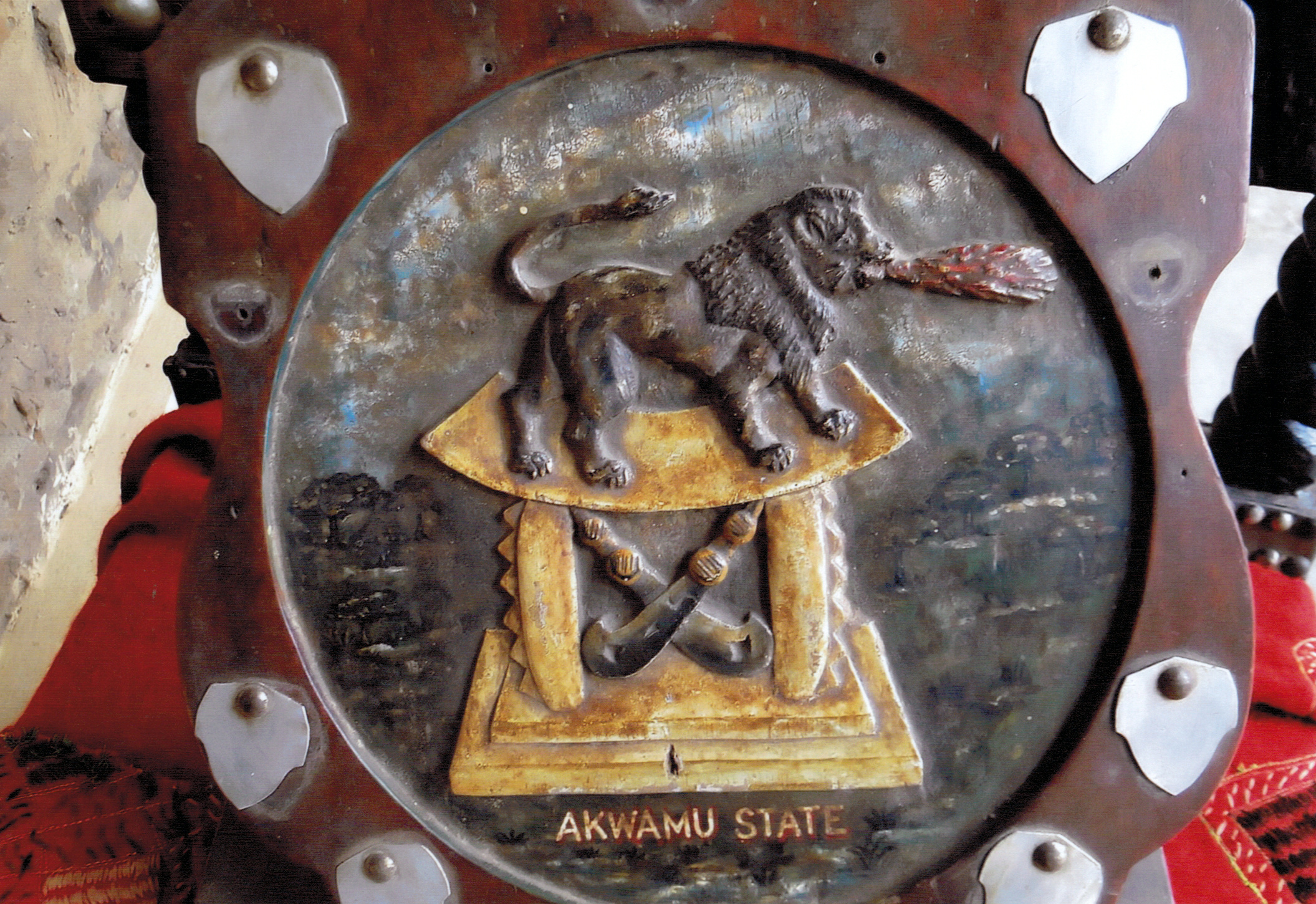
Symbole de l'État national d'Akwamu

### Origine et fondation
L'origine du royaume d'Akwamu remonte au XVe siècle. C'est l'un des plus anciens États Akan avec les États Fante et Akyem. L'origine du royaume provient d'une migration Akan en provenance de l'Empire kong. Leur lignage serait d'origine mande. Ce peuple s'installe à une trentaine de kilomètres au nord du fort portugais d'Elmina et fondent la ville de Kumkunso (aujourd'hui Twifo-Heman). Ils s'impliquent rapidement dans le commerce de l'or avec les Européens et prospèrent, puis entrent en conflit avec les États Akans voisins afin d'asseoir leur puissance. Vers 1600, l'expansion territoriale du royaume s'étend jusqu'au nord d'Accra. 
Les Akwamu sont gouvernés par le roi de la famille royale Yaa Ansaa du clan matrilinéaire Aduana, suivant la tradition abusua. Les Aduana et les Asona sont les seuls clans où les mariages mixtes entre les mêmes membres du clan sont autorisés parmi les Royales. 

### Expansion
La tradition orale indique que l'expansion d'Akwamu a commencé entre 1629 et 1710 avec une période phare sous le règne d'Ansa Sasraku I. Celui-ci annexe les Guan de la côte et règne jusqu'à ce qu'Asonaba Nana Ofori Kuma et ses partisans s'oppose aux Akwamu.
Ivor Wilks établit deux phases distinctes à l'expansion du royaume Akwamu avec un important tournant en 1677. Avant cette date, l'expansion est ralentie par une organisation militaire faible. Durant la seconde phase qui suit 1677, le développement de la puissance akwamu se fait par la conquête militaire. En 1677, avec l'aide des fantis et d'une faction d'Accra, le roi Akwamu Ansa Sasraku détruit Grand Accra et provoque la chute du petit royaume d'Accra. Avec le contrôle côtier, le royaume développe son armée en l'équipant de mousquets et de canons. En 1679, l'expansion se poursuit à l'est d'Accra sur Ladoku. En 1689, le royaume se retourne contre son précédent allié fanti au sud ouest et s'étend. Il y a alors trois grandes puissances militaires : le Royaume de Denkyira à l'ouest, le royaume d'Akwamu et les Akyems au nord-ouest.
En 1693, les Asimani d'Akwamu ont mené un raid et ont saisi le fort Osu aux colons danois. L'Akwamu contrôlait ainsi de nombreuses routes commerciales de l'intérieur à la côte dans la moitié orientale de ce qui est aujourd'hui le Ghana et créa une capitale à Nyanoase.
Après la mort de Nana Ansa Sasraku, il est remplacé par deux rois collectivement, Nana Addo Panin et Nana Basua. C'est à cette époque que les Akwamu ont pris possession du château commercial danois de Christianborg à Osu, dans l'actuel Accra. À l'apogée de leur puissance, l'État d'Akwamu englobait une grande partie de la partie orientale du Ghana actuel. Les Akwamu ont également conquis le peuple Ga et occupé l'ancien royaume Ga.
Selon la tradition Akwamu, Otumfuo Ansa Sasraku I, a également joué un rôle important dans la vie du roi Osei Kofi Tutu I d'Ashanti en le protégeant du royaume de Denkyira. Avec l'aide d'Akwamu, le roi ashanti se lance dans une série de campagnes qui conduisent à la défaite des Denkyira lors de la Bataille de Feyiase en 1701.
À la suite de l'émergence de l'Empire ashanti, les ambitions expansionnistes se dirigent vers l'Est. Le successeur d'Ansa Sasraku traverse la Volta et prend possession de Petit Popo (aujourd'hui Aného) puis de Ouidah. En 1707, le royaume s'étend et conquiert l'arrière-pays des Ewe, puis en 1710 celui des Kwahu. Le royaume est à son apogée et s'étend sur plus de 350 kilomètres le long de la côte.

### Chute du royaume
À partir de 1730, le royaume Akwamu vit un effondrement brutal qui trouve racine dans plusieurs causes. Tout d'abord, l'extension du pays rend le maintien du contrôle dans le pays difficile en rapport aux capacités organisationnelles. Ensuite, l'expansion rapide du royaume Akwamu en fait un État prédateur esclavagiste répondant à la demande croissante des Européens. Certains sujets sont vendus comme esclaves durant la période d'expansion, augmentant le mécontentement général. Des factions rivales apparaissent et affaiblissent l'autorité centrale. Durant les années 1720, des guerres civiles éclatent dans l'État d'Akwamu. Les vainqueurs vendent leurs opposants comme esclave. Ceux-ci, déportés sur l'île antillaise de Saint-Jean fomentent d'ailleurs une révolte d'esclaves en 1733. 
En 1730, un autre conflit dynastique oppose Akwamu et Akuapem. La plupart des Akuapem actuels ont encore leurs racines à Akwamufie, en particulier ceux portant les noms Addo et Akoto, qui sont de la famille Aduana. Cette affaiblissement visible pousse les Akyems à passer à l'offensive. Ils attaquent la capitale Nyanaoase et tuent le roi Ansah Kwao. Le royaume Akwamu est subjugué et laisse place à trois nouveaux États tributaires : l'Akyem Abuakwa à l'ouest, l'Akyem Kotoku au centre et l'Akuapem à l'Est,.
Au cours des troisième et quatrième guerres anglo-ashanti, les États Akwamu tentent d'aider les Ashanti mais a retiré leur aide, car un accord diplomatique avec le gouvernement britannique est signé en 1867. Malgré cela, Akwamu et l'empire Ashanti sont toujours de solides alliés. Ils ont combattu dans de nombreuses guerres en tant qu'alliés, comme dans la "guerre de Krepi" en 1869.

## Organisation
Asamankese et Nyanoase sont les principales capitales d'Akwamu. Le siège du gouvernement d'Akwamu est situé à Nyanoase. Entre 1681 et 1701, c'est à partir de Nyanoase que le gouvernement administra plusieurs ports à travers les Côtes de l'Or et des Esclaves. Outre la côte, Akwamu a établi des réseaux commerciaux avec Dagbon et Gonja au nord, Akyem au nord-ouest, tandis qu'à l'est, ils ont fait du commerce avec Adra et Whydah. Akwamu a généré de la richesse grâce à la circulation des marchandises, aux amendes, aux taxes et aux hommages. Un récit de la ville en 1684 est la plus ancienne description enregistrée de la ville que Swartz et Dumett citent comme;
« Le roi [Ansa Sasraku (d.1689)] habite à douze ligues de la mer ; c'est un des plus grands souverains de la Guinée. Le lieu qu'il habite est bien policé, et les Français que j'y ai envoyés m'ont assuré qu'ils n'ont jamais vu un lieu plus beau ; les rues de la ville, qui ont trente pieds de large, sont bordées d'arbres sur une distance de trois lieues. Il a 600 officiers à sa cour avec beaucoup de soldats et beaucoup d'or. »
Erik Tileman a documenté à la fin du XVIIe siècle que la capitale mesurait deux milles danois de long et 160 pieds de large car il n'y a qu'une seule rue principale qui contenait la résidence royale au centre de la ville. La rue est flanquée de bâtiments publics, de tribunaux, de bâtiments municipaux, de tabourets et de trésors ainsi que de sanctuaires. Nyanoase ainsi que d'autres villes métropolitaines, contenaient de grandes plantations; dont certaines sont des plantations royales ou d'État. Des impôts ou tributs sont payés occasionnellement par les villes et villages relevant de la juridiction de l'empire. Les forts européens de la côte d'Accra payaient les loyers de leurs forts et loges sous forme d'or, de cauris ou de marchandises importées.

### Militaire
Selon Wilks, "Akwamu possédait un tel éventail de canons que Sir Dalby Thomas pensait que l'époque des forts européens pourrait bien être révolue". Malgré la possession d'artillerie, le gros de l'armée est centré sur les mousquetaires, les archers et les lanciers. Akwamu pourrait avoir influencé l'organisation militaire et l'administration civile de l'Empire Ashanti. Akwamu et le fondateur de l'empire Ashanti ont formé une alliance depuis la fin du XVIIe siècle. Akwamu a également formé une alliance avec certains Fante vers l'ouest. Sous le règne du roi Akwonno, les Néerlandais ont signé un traité avec Akwamu le 3 avril 1702 qui les obligeait à aider Akwamu dans toute guerre justifiée, avec une force de 100 hommes entièrement armés, 3000 livres de poudre à canon ainsi que 300 livres. de balles.

## Liste des dirigeants Akwamu
| Dirigeants Akwamu            | Période de règne |
| ---------------------------- | ---------------- |
| Otumfuo Agyen Kokobo         | 1505-1520        |
| Otumfuo Ofosu Kwabi          | 1520-1535        |
| Otumfuo Oduro                | 1535-1550        |
| Otumfuo Addou                | 1550-1565        |
| Otumfuo Akoto I              | 1565-1580        |
| Otumfuo Asare                | 1580-1595        |
| Otumfuo Akotia               | 1595-1610        |
| Otumfuo Obuoko Dako          | 1610-1625        |
| Ohemmaa Afrakoma             | 1625-1640        |
| Otumfuo Ansa Sasraku I       | 1640-1674        |
| Otumfuo Ansa Sasraku II      | 1674-1689        |
| Otumfuo Ansa Sasraku III     | 1689-1699        |
| Otumfuo Ansa Sasraku IV      | 1699-1702        |
| Otumfuo Akonno Panyin        | 1702-1725        |
| Otumfuo Ansa Kwao            | 1725-1730        |
| Otumfuo Akonno Kuma (régent) | 1730-1744        |
| Otumfuo Opoku Kuma           | 1744-1747        |
| Otumfuo Darko Yaw Panyin     | 1747-1781        |
| Otumfuo Akoto Panyin         | 1781-1835        |
| Otumfuo Darko Yaw Kuma       | 1835-1866        |
| Otumfuo Kwafo Akoto I        | 1866-1882        |
| Otumfuo Akoto Ababio         | 1882-1887        |
| Otumfuo Akoto Ababio II      | 1887-1909        |
| Otumfuo Akoto Kwadwo         | 1909-1910        |
| Otumfuo Akoto Ababio III     | 1910-1917        |
| Otumfuo Ansa Sasraku V       | 1917-1921        |
| Otumfuo Akoto Ababio IV      | 1921-1937        |
| Odeneho Kwafo Akoto II       | 1937-1992        |
| Odeneho Kwafo Akoto III      | 2011-présent     |